# نهر حميسة (نصار)
نهر حميسة (بالفارسية: نهر حمیسه) هي منطقة سكنية تقع في إيران في قسم نصار الريفي. يقدر عدد سكانها بـ 176 نسمة .